# Compsomyiops callipes
Espèce
Compsomyiops callipes est une espèce de la famille des Calliphoridae du genre Compsomyiops.
C'est une espèce qui prospère sous un climat chaud et que l'on trouve dans le Sud-Ouest des États-Unis ainsi que dans certaines parties de l'Amérique du Sud.  Elle est identifiable par sa chéotaxie, sa couleur bleu métallique, ses palpes en forme de massue et ses calyptes bruns. 
Compsomyiops callipes, en étant attirée par les cadavres en décomposition, joue un rôle important dans le domaine de l'entomologie médico-légale en permettant de déterminer les intervalles post-mortem.

## Description
Compsomyiops callipes comme tous les diptères présente deux ailes antérieures et leurs haltères. Appartenant à la famille des Calliphoridae, elle a des soies sur le meron, ses antennes ont une arista plumeuse et elle possède deux à trois soies notopleurales. La sous-famille des Chrysomyinae est par ailleurs caractérisée par une veine de tige soyeuse sur les ailes.
Compsomyiops callipes est une mouche relativement grande avec une longueur d'environ 6 à 12 mm. Son abdomen et son thorax sont d'un bleu métallique. Elle a un gena jaune vif et quatre lignes longitudinales sur son pronotum. Les soies sur le bord arrière de la coxa postérieure sont longues et sombres. Son palpe est claviforme (en forme de massue). Son spiracle antérieur et ses calyptes sont bruns. Compsomyiops callipes ressemble beaucoup en apparence aux espèces du genre Cochliomyia mais s'en distingue par ses palpes, ses calyptères et sa chéotaxie, qui est l'étude de l'arrangement des soies.

## Cycle de vie

### Des œufs aux larves
Le cycle de vie de Compsomyiops callipes comprend les stades larvaire, nymphal et adulte. Le premier stade, ou stade larvaire, commence lorsque les larves éclosent de l'œuf. Cette étape est divisée encore plus loin en stades. Au premier stade les larves ont un corps segmenté long de 2,5 à 3,9 mm. Sur les segments deux à neuf, ils ont des bandes épineuses complètes brun clair. Il y a trois petits tubercules au-dessus et trois en dessous de la cavité postérieure. Les spiracles postérieurs ont deux fentes ; cependant, ils ne sont pas entourés par le péritrème. Les ouvertures spiraculaires du système respiratoire sont limitées à une paire chacune (amphipneustique). Le deuxième stade est de 4 à 9,5 mm de longueur. À ce stade, les larves ont développé des épines avec une à trois pointes en forme de « V » sur la protubérance anale. Les spiracles sont maintenant entourés d'un péritrème incomplet. Le troisième stade est de 8,5 à 17 mm de longueur. Les spiracles postérieurs sont maintenant grands et ont un large péritrème. Ils ont également développé beaucoup plus de tubercules. Les larves du troisième stade possèdent également une sclérite buccale accessoire. Il est important de noter qu'aucun de ces développements ne se produira ou ne se poursuivra si la température n'est pas à un niveau bas constant.

### Des pupes aux imagos
Une fois le stade de développement larvaire terminé, le stade de pupe commence. Le stade prénymphal peut durer de trois à sept jours pendant que les larves se préparent à se nymphoser. Ensuite, lorsque les larves se nymphosent, elles entrent dans le stade connu sous le nom de puparuim. C'est la dernière étape avant l'âge adulte, qui dure de huit à quatorze jours, au cours de laquelle la pupe est stationnaire et ne fait que se développer en une mouche adulte. Enfin, la dernière étape est la mouche adulte ou imago. Une fois complètement développée, l'imago émerge de la chrysalide et entreprend de se nourrir puis de procréer pour recommencer le cycle de vie.

## Distribution
Compsomyiops callipes se trouve généralement là où il y a des températures chaudes. Elle est répandue dans le Sud-Ouest des États-Unis, dans des États comme le Texas, l'Arizona, le Nouveau-Mexique et la Californie. Par ailleurs, cette espèce a été signalée dans le monde entier sous des climats chauds. Elle peut également être trouvée au Mexique, en Australie et au Venezuela dans les habitats de savane montagneuse et de forêts de nuage.  Compsomyiops callipes est plus abondant dans les zones rurales que dans les zones urbaines. 
Compsomyiops callipes est attirée par les charognes. Comme d'autres« mouches à viande », cette espèce peut sentir la charogne jusqu'à 15 km de distance. Des fleurs comme la Papaye américaine et l'Arum Dead Horse produisent ces odeurs de mort pour attirer les mouches, répandant ainsi leur pollen. Le nectar de ces fleurs peut être utilisé pour générer de l'énergie pour le vol[réf. nécessaire]. 

## Systématique
Le nom valide complet (avec auteur) de ce taxon est Compsomyiops Callipes Bigot, 1877.
Compsomyiops Callipes a pour synonyme:
- Somomya Callipes Bigot, 1877

## Compsomyiops Callipeset l'Humain

### Intérêt dans la détermination de l'intervalle post-mortem
Compsomyiops Callipes a été étudiée dans le domaine de l'entomologie médico-légale. Couramment associée à la charogne, Compsomyiops Callipes a été associée à des restes humains en Californie. Deux études de cas distinctes ont été réalisées en examinant deux cadavres différents qui ont été trouvés hors de la route dans des zones rurales d'herbes sèches. Les insectes récoltés sur les deux cadavres ont été examinés pour calculer le PMI. Au cours de ce processus, il a été découvert que Compsomyips Callipes était la principale mouche adulte de la zone et que ses larves étaient trouvées sur les cadavres le comté de Santa Clara en Californie. Cette recherche illustre l'importance de la classification locale des insectes d'importance médico-légale.

#### Intérêt de l'analyse génétique
Compsomyiops callipes est utilisée dans les techniques d'identification basées sur l'ADN : la plus fiable étant l'analyse phylogénique. Elle permet d'identifier plus facilement des espèces étroitement liées dont la comparaison anatomique est plus incertaine. Ces données sont déterminantes pour l'estimation de l'intervalle post-mortem, car, même des espèces anatomiquement similaires peuvent croître à des rythmes très différent. Une analyse erronée peut signifier une différence de semaines dans la date de la mort. Compsomyiops callipes est l'une des espèces dont la séquence d'ADN mitochondrial a été entièrement déterminée. 